# بوهيمي

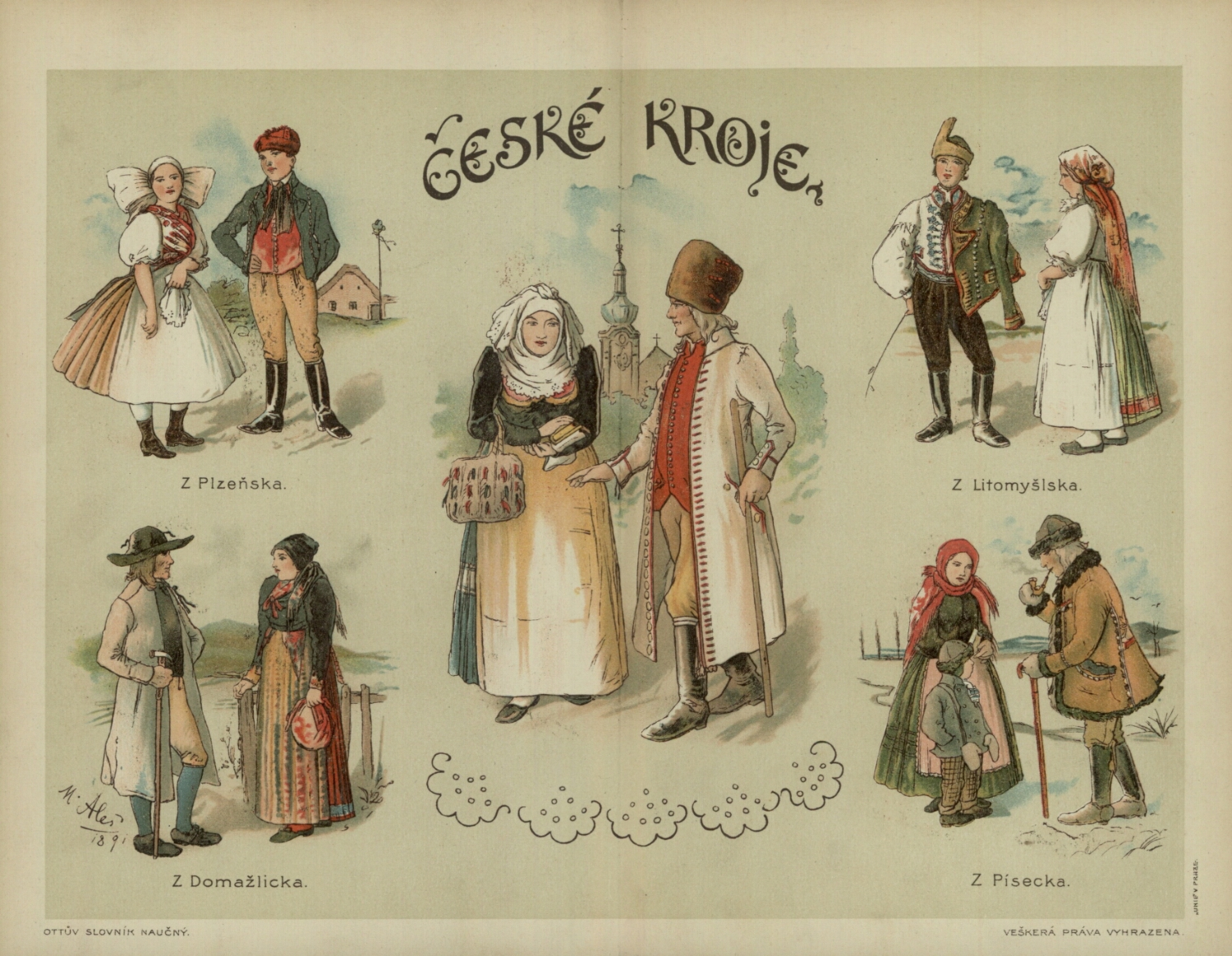

أصل الكلمة يعود إلى اللغة التشيكية، ففي اللغة التشيكية لا يوجد فرق بين كلمتي «بوهيمي» و«تشيكي» فكلاهما مرادف للآخر،
وهذا يدل على أصل كلمة بُوهِيمِيّ المنسوبة إلى منطقة بوهيميا الجغرافية في أوروبا الوسطى، قبل أن يظهر المصطلح (بوهيمي Bohemian) في أوروبا الغربية وذلك في فرنسا أولا "la Boheme"، وفي (ألمانيا: "Böhmen"، بالإنجليزية: "Bohemian" وذلك في منتصف القرن التاسع عشر على أولئك الغجر الأوربيين القادمين من منطقة «بوهيميا»، وهي منطقة تاريخية في أوروبا الوسطى، تقع في الأجزاء الغربية ومعظم الأجزاء الوسطى من جمهورية التشيك.

## الإشتقاق
في معنى منفصل مشتق من الكلمة الفرنسية يشير إلى «الغجر»، أو «الروما».
وفي الدلالة الفنية «بوهيمي» قد تعني أيضا في الإنجليزية حسب قاموس أوكسفورد على الشخص غير التقليدي اجتماعيا، أو متمرد لا يندمج مع الأعراف والمقاييس الاجتماعية، وخصوصا أولئك المتعمقون في عالم الفنون بما يمكن أن يصطلح عليه دنيا البوهيميين.

## الوصف
ترتبط البوهيمية ارتباطاً وثيقاً بقدماء الغجر القادمين من منطقة بوهيميا في أوروبا الوسطى، وكما هو الحال عند قدماء الغجر، فالبوهيمي في التراث الثقافي الأوربي، هو ذلك الفقير والإنسان البسيط المنفرد بطبعه والمتميز بأسلوبه، الذي لا يهتم بمظهره ولا بالمال لأنه مشغول دائما بفنه وطقوسه الغريبة، ويعتبر غجر أوروبا الوسطى هم الشرارة الأولى لبداية ما يعرف بالبوهيمية في الأدب والفن في أوروبا الوسطى والغربية، وقَدْ كانوا موضوع العَديد من لوحات الفنانين التشكيليين الأوربيين في عصر النهضة. كما انتشرت أفكار البوهيمية عند الشباب، بسبب شهرة أعمال الأدباء الذين ارتبطوا بالبوهيمية منذ نشأتها الأولى، من أمثالهم هنري موجيه وفكتور هوجو خصوصاً في روايته العالمية (البؤساء) والتي انبثق منها أكثر من خمسين عملاً سينمائياً ومسرحياً.

## وصلات خارجية
- الفلامنكو - ثقافة إسبانية بألوان غجرية وثقافة عالمية كوسموبوليتية_ تقرير بي بي سي